# Пеньківка (Новогеоргіївський район)
Пеньківка — колишнє село Новогеоргіївського району Кіровоградської області.
Станом на 1946 р. до Пеньківської сільської ради також входили 4 хутори: Бабинівка, Бабичівка, Бондарівка та Макарівка.